# Gmina Denison (Iowa)

Położenie Gminy Denison w hrabstwie Crawford

Gmina Denison (ang. Denison Township) – gmina w USA, w stanie Iowa, w hrabstwie Crawford. Według danych z 2000 roku gmina miała 7757 mieszkańców, a jej powierzchnia wynosi 91,66 km².